# Thorwald Veneberg
Thorwald Veneberg (* 16. Oktober 1977) ist ein ehemaliger niederländischer Radrennfahrer und späterer Nationaltrainer.

## Karriere
Veneberg wurde 2000 niederländischer Meister der U23 und erhielt daraufhin einen Vertrag bei Rabobank-Team, wo er während seiner gesamten Karriere fuhr. Seinen größten Erfolg erzielte Veneberg im Jahr 2005, als er den Halbklassiker Grote Scheldeprijs im Sprint gegen Tomas Vaitkus gewann, mit dem er gemeinsam ausgerissen war. Den Giro d’Italia bestritt er zweimal und beendete ihn einmal (65. Platz 2002); die Vuelta a España beendete er bei allen drei Teilnahmen.
Nachdem die Teamleitung seinen Vertrag nicht über das Jahr 2006 hinaus verlängern wollte, klagte Veneberg gegen die Befristung seines Arbeitsvertrags. Seine Klage wurde Ende 2007 abgewiesen. Der Richter erklärte Veneberg habe einen klar leistungsbezogenen Vertrag. Dies sei „die harte Realität im Spitzensport.“
Im Jahr 2009 wurde Veneberg Trainer des niederländischen U23- und Junioren-Straßenradsportteams.

## Erfolge
2004
- Noord-Nederland Tour

2005
- Grote Scheldeprijs